# Агостіно Казаролі
Агостіно Казаролі (італ. Agostino Casaroli; 24 листопада 1914, Кастель Сан Джованні, П'яченца, Італія — 9 червня 1998, Рим, Італія) — італійський куріальний кардинал. Про-державний секретар Святого Престолу з 28 квітня по 1 липня 1979. Державний секретар Святого Престолу з 1 липня 1979 по 1 грудня 1990. Кардинал-священик з титулом церкви Санті-XII-Апостолі з 30 червня 1979. Руфіна з 25 травня 1985 року. Віцедекан Колегії кардиналів з 5 червня 1993 по 9 червня 1998 року.